# Buckhorn (Nuevo México)
Buckhorn es un lugar designado por el censo ubicado en el condado de Grant en el estado estadounidense de Nuevo México. En el Censo de 2010 tenía una población de 200 habitantes y una densidad poblacional de 16,66 personas por km².

## Geografía
Buckhorn se encuentra ubicado en las coordenadas 33°1′53″N 108°41′40″O / 33.03139, -108.69444. Según la Oficina del Censo de los Estados Unidos, Buckhorn tiene una superficie total de 12 km², de la cual 12 km² corresponden a tierra firme y (0%) 0 km² es agua.

## Demografía
Según el censo de 2010, había 200 personas residiendo en Buckhorn. La densidad de población era de 16,66 hab./km². De los 200 habitantes, Buckhorn estaba compuesto por el 92% blancos, el 0% eran afroamericanos, el 2% eran amerindios, el 0% eran asiáticos, el 0% eran isleños del Pacífico, el 3.5% eran de otras razas y el 2.5% pertenecían a dos o más razas. Del total de la población el 8% eran hispanos o latinos de cualquier raza.